# Quân đội Cao Đài
Quân đội Cao Đài là một lực lượng vũ trang trong đạo Cao Đài do tướng Trần Quang Vinh sáng lập và là Tổng Tư lệnh. 
Quân đội Cao Đài được ra đời trong hoàn cảnh đặc biệt với mục tiêu ban đầu là bảo vệ nền Đạo khỏi sự đàn áp của thực dân Pháp, từ một Đoàn Nội Ứng Nghĩa Binh chỉ có vũ khí thô sơ dần dần trở thành một lực lượng lớn mạnh có tầm ảnh hưởng bao trùm cả khu vực Miền Nam Việt Nam.

## Lịch sử thành lập
Năm 1941, quân đội Đế quốc Nhật Bản tiến vào Đông Dương. Bấy giờ ông Trần Quang Vinh làm việc tại xưởng Ba Son, hợp tác với người Nhật qua hãng đóng tàu Nitinan. Ông gia nhập Việt Nam Phục quốc Đồng minh Hội, chủ trương ủng hộ Kỳ Ngoại hầu Cường Để, được bầu làm Phó hội trưởng. Với sự hậu thuẫn của người Nhật, ông thành lập lực lượng bán quân sự Cao Đài năm 1943 với danh nghĩa phò trợ Kỳ Ngoại hầu Cường Để và giữ chức Đệ nhứt Tổng tư lịnh. Chính lực lượng này tham gia cùng với quân đội Nhật thực hiện cuộc đảo chính Pháp ngày 9 tháng 3 năm 1945.
Không lâu sau, quân Nhật đầu hàng Khối Đồng Minh và Cách mạng Tháng Tám nổ ra. Bấy giờ, lực lượng bán quân sự Cao Đài là một trong những tổ chức bán quân sự được huấn luyện tốt, tổ chức chặt chẽ và có thực lực tại Nam Bộ. Chính vì vậy, ông được chính quyền lâm thời của Việt Minh tại Nam Bộ mời làm đại biểu đạo Cao Đài trong Mặt trận Việt Minh, nhằm tranh thủ sự ủng hộ của các tín đồ và tổ chức bán quân sự Cao Đài.
Khi Pháp tái chiếm Nam Bộ, các nhóm lực lượng vũ trang Cao Đài Tòa Thánh Tây Ninh tham chiến tại các mặt trận số 1 và số 2, chiến đấu ở mặt Đông và Bắc Sài Gòn. Sau khi vào  miền Nam, đặc phái viên trung ương Nguyễn Bình đã tổ chức Hội nghị An Phú Xã, thống nhất tổ chức các đơn vị vũ trang thành các chi đội Vệ Quốc Đoàn. Lực lượng vũ trang Cao Đài Tòa Thánh Tây Ninh được tổ chức thành 2 chi đội số 7 do Nguyễn Thanh Bạch chỉ huy và chi đội số 8 do Nguyễn Hoài Thanh chỉ huy.
Tuy nhiên, trước sức mạnh của quân Pháp, các mặt trận nhanh chóng tan vỡ. Nhiều đơn vị vũ trang tan rã, hoặc trở thành những lực lượng quân phiệt cát cứ, không chịu sự chỉ huy thống nhất. Một số chức sắc cao cấp và chỉ huy quân sự Cao Đài đã đưa lực lượng của mình tự rút về Tây Ninh và tự xây dựng các căn cứ để bảo vệ Tòa Thánh Tây Ninh.
Hành động cát cứ này là lý do để các phần tử Việt Minh quá khích lên án các tín đồ Cao Đài Tòa Thánh Tây Ninh là phản bội. Một vài cuộc xung đột đẫm máu đã nổ ra bắt nguồn từ những tín đồ Cao Đài và các phần tử Việt Minh quá khích. Một số đơn vị vũ trang Cao Đài bị tước khí giới trong những cuộc thanh trừng nội bộ. Ông lúc này đang là đại biểu Cao Đài trong Mặt trận Việt Nam cũng bị bắt tại Chợ Đệm và bị giải giam tại Cà Mau cùng với Giáo sư Hồ Văn Ngà, Chủ tịch An Nam Độc lập Đảng. Ngày 26 tháng 1, ông vượt ngục thoát được và đến ngày 11 tháng 2 năm 1946 thì về đến Sài Gòn. Đến ngày 8 tháng 5 năm 1946, ông bị mật thám Pháp bắt giữ và được trả tự do ngày 30 tháng 5 năm 1946 sau 22 ngày giam cầm. Về sau ông bị nhiều thành phần chính trị khác bắt giữ. Theo hồi ký của ông, tổng thời gian ông bị giam cầm là 312 ngày (10 tháng,12 ngày).

## Xung đột với Việt Nam Cộng hòa và giải tán
Sau khi Ngô Đình Diệm trở thành Tổng thống Việt Nam Cộng hòa năm 1955, ông chủ trương hợp nhất các tổ chức quân sự vào Quân đội Việt Nam Cộng hòa và đồng thời giảm ảnh hưởng chính trị của các giáo phái như Cao Đài, Hòa Hảo và Bình Xuyên. Điều này dẫn đến xung đột giữa các nhóm vũ trang giáo phái và quân đội chính phủ.
Cao Đài, Hòa Hảo và Bình Xuyên hợp tác thành lập Mặt trận Thống nhứt Toàn lực Quốc gia chống lại chính phủ Việt Nam Cộng hòa và Ngô Đình Diệm vào ngày 4 tháng 3 năm 1955. Hộ pháp Cao Đài Phạm Công Tắc làm Chủ tịch. Quân đội chính phủ tấn công và nhanh chóng đánh bại các nhóm quân sự cát cứ. Nhiều chỉ huy Cao Đài quay sang quy thuận chính phủ như Trình Minh Thế và Nguyễn Thành Phương.
Đầu năm 1956 thì quân chính phủ chiến thắng và quân đội Cao Đài cũng chấm dứt cát cứ. Phần lớn đồng nhất vào Quân đội Việt Nam Cộng hòa. Một số ít quay sang ủng hộ và gia nhập Mặt trận Dân tộc Giải phóng Miền Nam Việt Nam.

## Lãnh đạo và chỉ huy tiêu biểu
- Phạm Công Tắc: Hộ pháp (tức người đứng đầu) Đạo Cao Đài, phải bỏ trốn lưu vong sang Campuchia vì chống chính phủ Việt Nam Cộng hòa
- Thiếu tướng Trình Minh Thế: từng là Tham mưu trưởng Quân đội Cao Đài, sau quy thuận chính phủ Việt Nam Cộng hòa
- Thiếu tướng Nguyễn Thành Phương: từng là Tổng tư lệnh Quân đội Cao Đài, sau quy thuận chính phủ Việt Nam Cộng hòa
- Trung tướng Trần Quang Vinh: sáng lập Quân đội Cao Đài, từng làm việc với Việt Minh một thời gian ngắn, sau chuyển sang dân sự và cộng tác với chính phủ Việt Nam Cộng hòa
- Đại tá Văn Thành Cao: thuộc cấp của Trình Minh Thế, theo quy thuận chính phủ Việt Nam Cộng hòa

### Chỉ huy lực lượng Cao Đài Cứu quốc
Sau Cách mạng Tháng Tám, một bộ phận Cao Đài ủng hộ Việt Minh và Việt Nam Dân chủ Cộng hòa, lấy tên là Hội Cao Đài Cứu quốc 12 Phái Hợp nhất, bao gồm chi phái Minh Chơn Đạo, Ban Chỉnh Đạo và Tiên Thiên. Lực lượng Cao Đài Cứu quốc tham gia kháng chiến chống Pháp và sau này là kháng chiến chống Mỹ.
- Cao Triều Phát: chức sắc Chi phái Cao Đài Minh Chơn Đạo, chủ tịch Cao Đài Mười Hai Phái Thống nhất, sau là ủy viên trung ương Mặt trận Tổ quốc Việt Nam
- Nguyễn Văn Ngợi: ngọc đầu sư Chi phái Cao Đài Tiên Thiên, tham gia Việt Minh rồi Mặt trận Liên Việt, Hội trưởng Ban Chấp hành Cao Đài Cứu quốc
- Huỳnh Thanh Mừng: chỉ huy quân sự trung thành với Hộ pháp Phạm Công Tắc, chống đối chính quyền Việt Nam Cộng hòa, rồi gia nhập Mặt trận Dân tộc Giải phóng Miền Nam Việt Nam
- Nguyễn Ngọc Tương: Giáo tông Chi phái Cao Đài Ban Chỉnh Đạo, tham gia Việt Minh
- Nguyễn Ngọc Bích và Nguyễn Ngọc Nhựt: 2 con trai của Nguyễn Ngọc Tương, đều tham gia kháng chiến chống Pháp